# 農業大学
農業大学（のうぎょうだいがく）は、農学を中心とする教育、研究を行う高等教育機関。農科大学（のうかだいがく）ともいわれる。農業大学・農科大学では農学部を設置し、農学、畜産学、林学、園芸学、農業経済学などの幅広い分野の教育・研究が行われている。

## 日本の農業大学
日本において農業大学という名称をもつ大学は、私立大学の東京農業大学（東京農大）と新潟食料農業大学（新潟食農大、2018年開学）のみである。東京農工大学は「農」の字を含む唯一の国立大学であり、正式英称にも「Agriculture」を含む。農科大学という名称をもつ大学は現存しない。

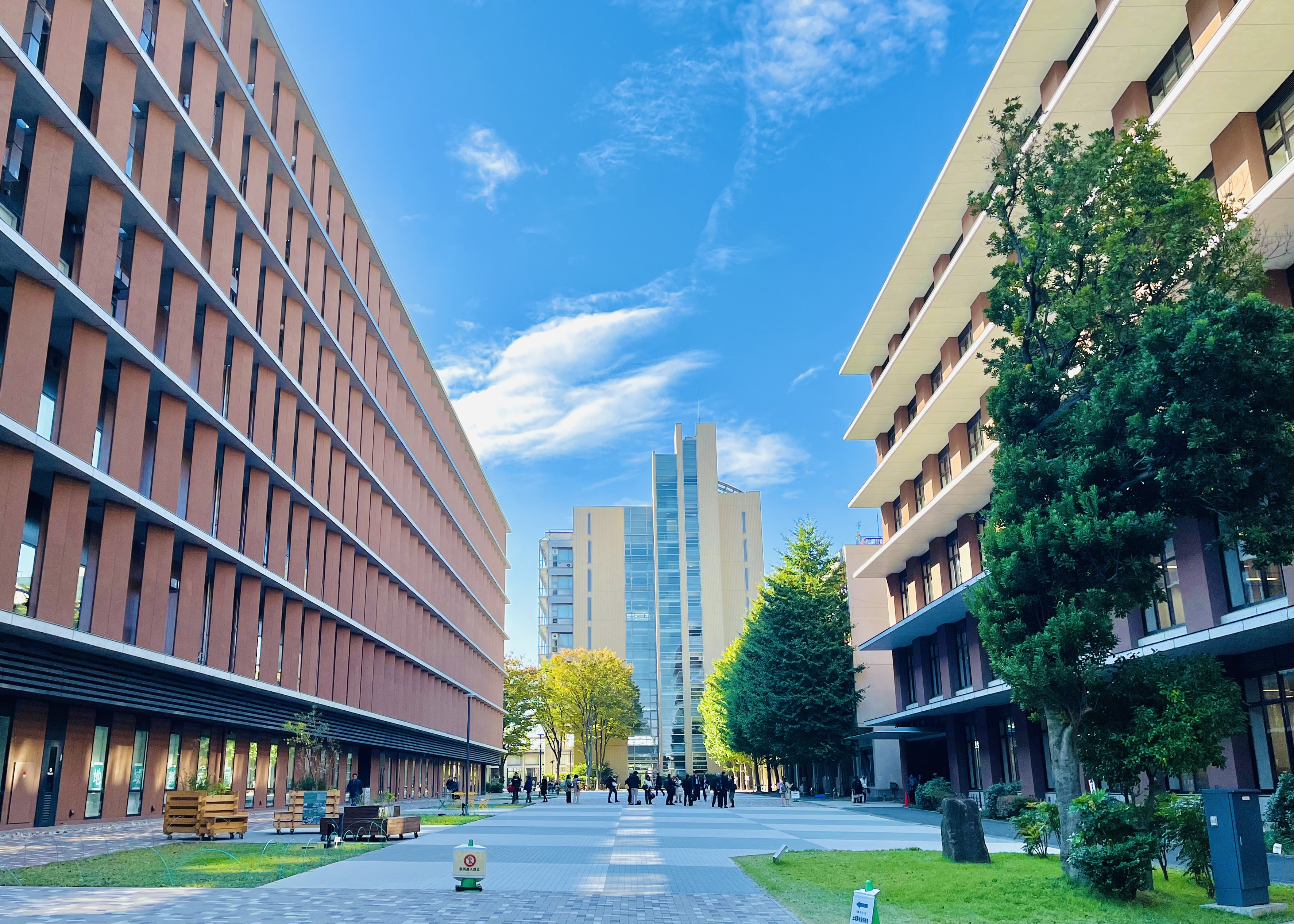
東京農業大学

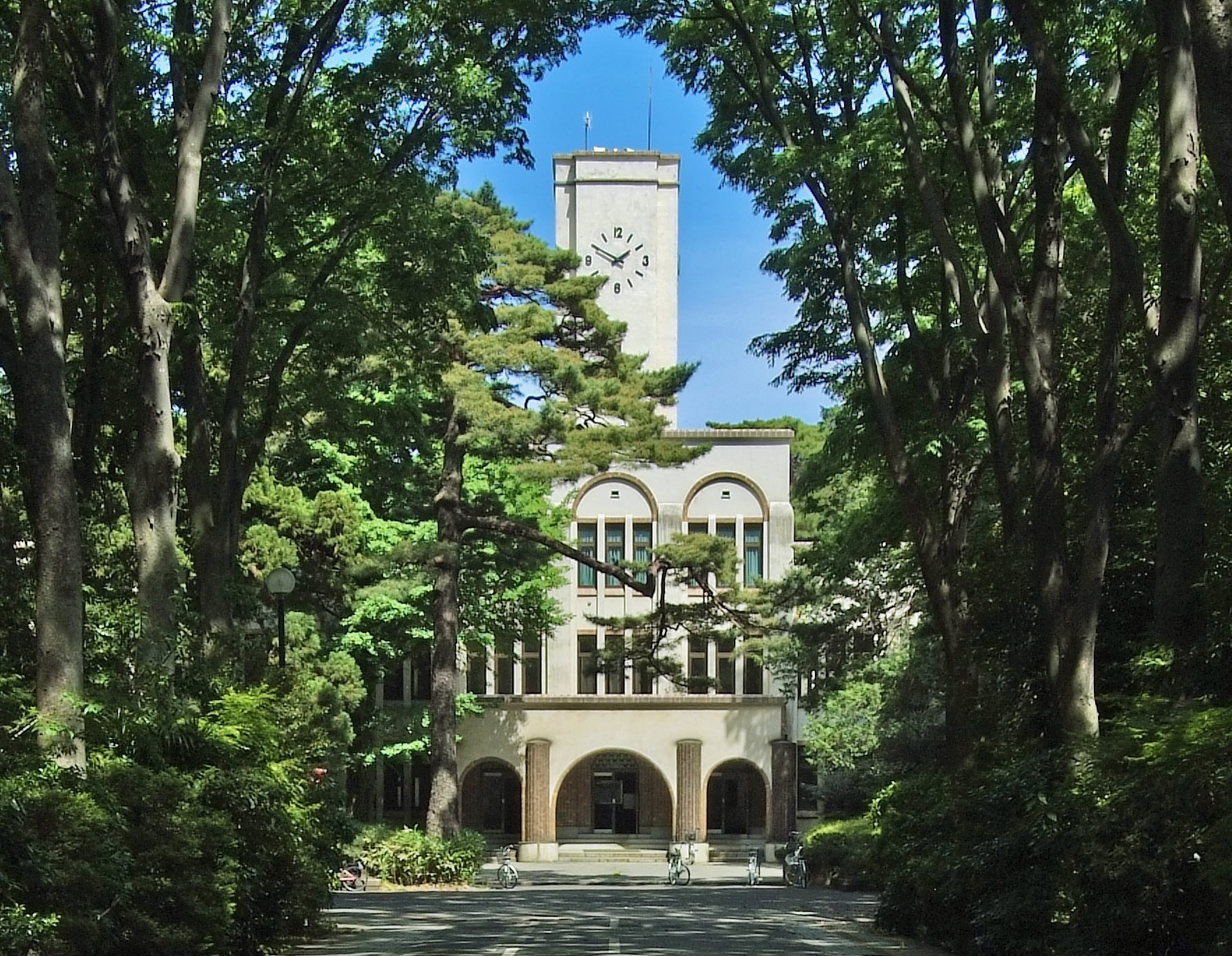
東京農工大学

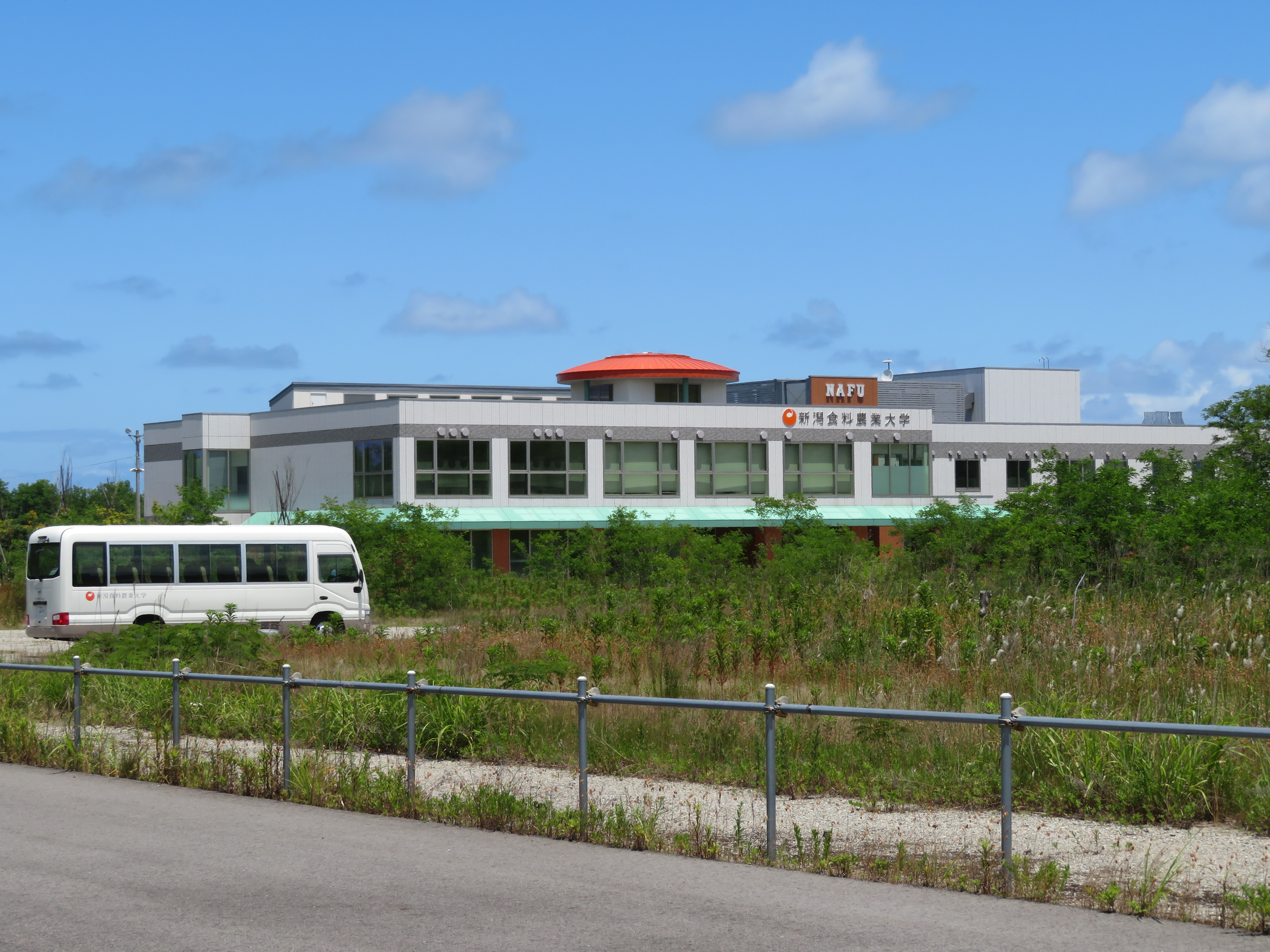
新潟食料農業大学

学制改革以前の日本においては、農学を扱う旧制専門学校が高等農林学校として存在しており、現在は大学の農学部となっている。また、旧制帝国大学が分科大学制をとっていた時代には、現在の農学部にあたる組織が「帝国大学農科大学」として存在した。

### 日本の農業大学
- 国立東京農工大学（農学部）
- 私立東京農業大学
- 私立新潟食料農業大学

### かつて存在した日本の農科大学・農業短期大学
- 私立旧制霞ヶ浦農科大学（後に茨城県立農科大学）
- 兵庫県立兵庫農科大学
- 愛媛県立松山農科大学
- 島根県立島根農科大学

- 滋賀県立農業短期大学

- 私立農民講道館農業短期大学

## 中華人民共和国の農業大学
- 中国農業大学
- 南京農業大学
- 西北農林科学大学
- 華中農業大学
- 華南農業大学
- 山東農業大学
- 福建農業大学
- 江西農業大学
- 河北農業大学
- 瀋陽農業大学
- 四川農業大学
- 東北農業大学
- 西北農業大学
- 安徽農業大学
- 甘粛農業大学
- 新疆農業大学
- 雲南農業大学
- 吉林農業大学
- 内蒙古農業大学

## フランスの農業大学
農業に特化した技師学校（グランゼコール）が幾つか存在する。
- 国立校
  - フランス国立農村工学・河川・森林学校 (フランス)
  - トゥールーズ国立高等農業学校
- 私立校
  - アンジェ高等農業学校
  - ピュルパン高等農業学校

## その他の農業大学

### アジア
- 平壌農業大学（朝鮮民主主義人民共和国）
- モンゴル国立農業大学（モンゴル国）
- ボゴール農科大学（インドネシア共和国）
- ハノイ農業大学（ベトナム社会主義共和国）
- タイグエン農業大学（ベトナム社会主義共和国）
- ユエ農業林業大学（ベトナム社会主義共和国）
- シエレ・バングラ農業大学（バングラデシュ人民共和国）

### ヨーロッパ
- スウェーデン農業大学
- ウクライナ国立農業大学（ウクライナ）
- クラコウ農業大学（ポーランド共和国）
- リトアニア農業大学

### 南北米
- ランドグラント大学（アメリカ合衆国）
- ラモリーナ国立農業大学（ペルー共和国）

### アフリカ
- ソコイネ農業大学（タンザニア連合共和国）